# Ruth Saint Denis
Ruth Saint Denis (Newark, New Jersey, 20 januari 1879 – Hollywood, 21 juli 1968) was een Amerikaans danseres, choreografe en dansinstructrice, vooral bekend om haar creaties van oosterse, mystieke dansvormen.

## Biografie
Ruth Saint Denis leerde al op jonge leeftijd dansen van haar moeder, volgens het Delsarte-systeem. Later werd ze ook opgeleid in ballet en Spaanse dansen. Al vanaf haar vijftiende trad ze op in New Yorkse Vaudevilletheaters. In 1900 brak ze door als danseres toen ze uitgenodigd werd door David Belasco voor een gastoptreden in Londen, in zijn stuk Zaza.
Na het zien van een afbeelding van de Egyptische god Isis begon de in transcendentalisme en theosofie geïnteresseerde St. Denis eigen oosters georiënteerde danssolo’s te ontwikkelen. In januari 1906 had ze veel succes met haar solopremière van Radha, Dance of the five senses, waarin ze haar interesse in mystiek en spiritualisme duidelijk verraadde. Later dat jaar ontstonden haar eveneens geroemde dansen The Incense en The Cobras. In de periode 1907-1909 trad ze vervolgens met veel succes veel op in Parijs en Berlijn. In 1910 bracht ze in New York haar eerste avondvullende dansprogramma op de planken, Egypta, in 1913 gevolgd door de vernieuwende Japanse dramadansen O-Mika en Bakawali.
In 1914 trouwde St. Denis met de toen jaar jongere theologiestudent en danser Ted Shawn, met wie ze in 1915 te Los Angelesde 'Denishawn School of Dancing and Related Arts' oprichtte. Deze opleiding had grote invloed op de moderne dans en bracht tal van nieuwe sterren voort, waaronder Martha Graham, maar ook Hollywood-danseressen. St. Denis werkte regelmatig ook zelf voor Hollywood-producties en maakte bijvoorbeeld de choreografie voor de dans-scènes in de Hollywood-dansfilm Intolerance.
In de jaren twintig en dertig maakten St. Denis en Shawn met hun ensemble nog enkele succesvolle internationale tournees, onder andere naar het Verre Oosten, steeds met nieuwe dansproducties (waaronder ook bekende solodansen, zoals The Spirit Of The Sea, White Jade en Angkor-Vat, later met Madonna-dansen als Masque of Mary). In 1931 stopte ze met de 'Denisshawn School' en richtte de 'School of Natya' op, waarmee ze de oriëntaalse dan verbond aan de moderne Amerikaanse dansstijl. 1940 vestigde ze zich definitief in Hollywood waar ze nauw betrokken bleef bij de filmindustrie en het opleiden van danseressen. Danscriticus Walter Terry noemde haar 'the first lady of American Dance'.
St. Denis bleef ook zelf tot op hoge leeftijd dansen en gaf haar laatste optreden in 1966. Twee jaar later overleed ze, op 89-jarige leeftijd.
In 1932 publiceerde St. Denis een gedichtenbundel Lotus Light. In 1939 verscheen haar biografie An Unfinished Life.

## Galerij

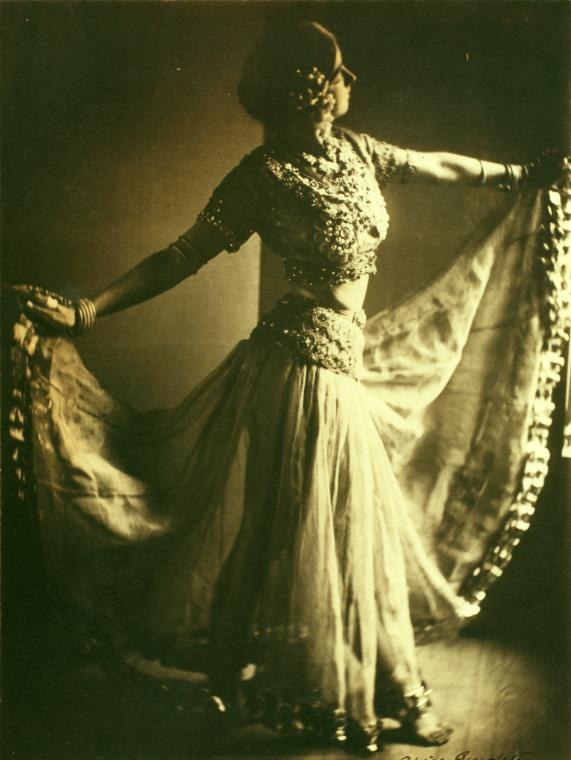
Ruth St. Denis, foto Alice Boughton
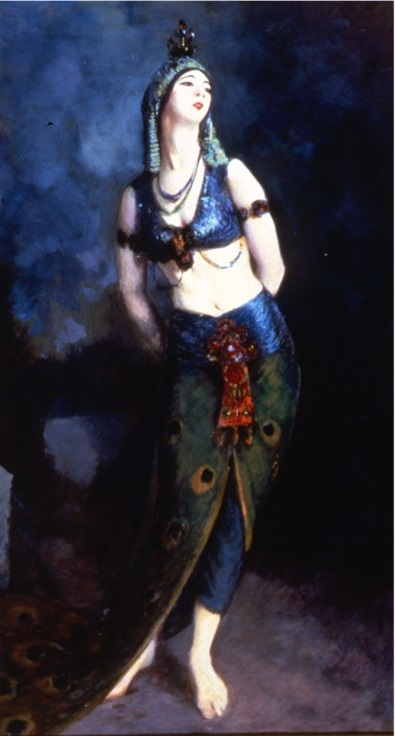
'Peacock Dance' door Robert Henri
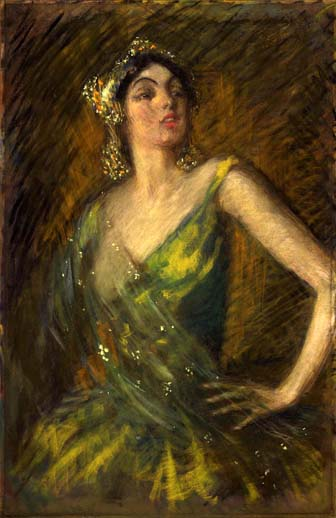
Portret door Alice Pike Barney
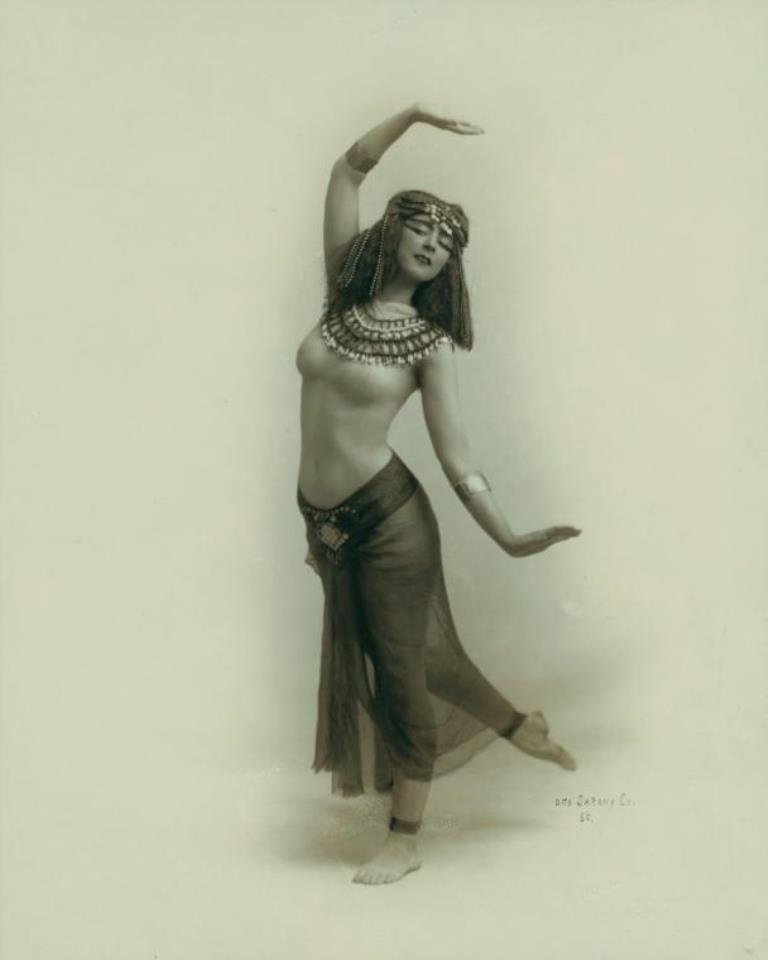
Egypta dans, 1910
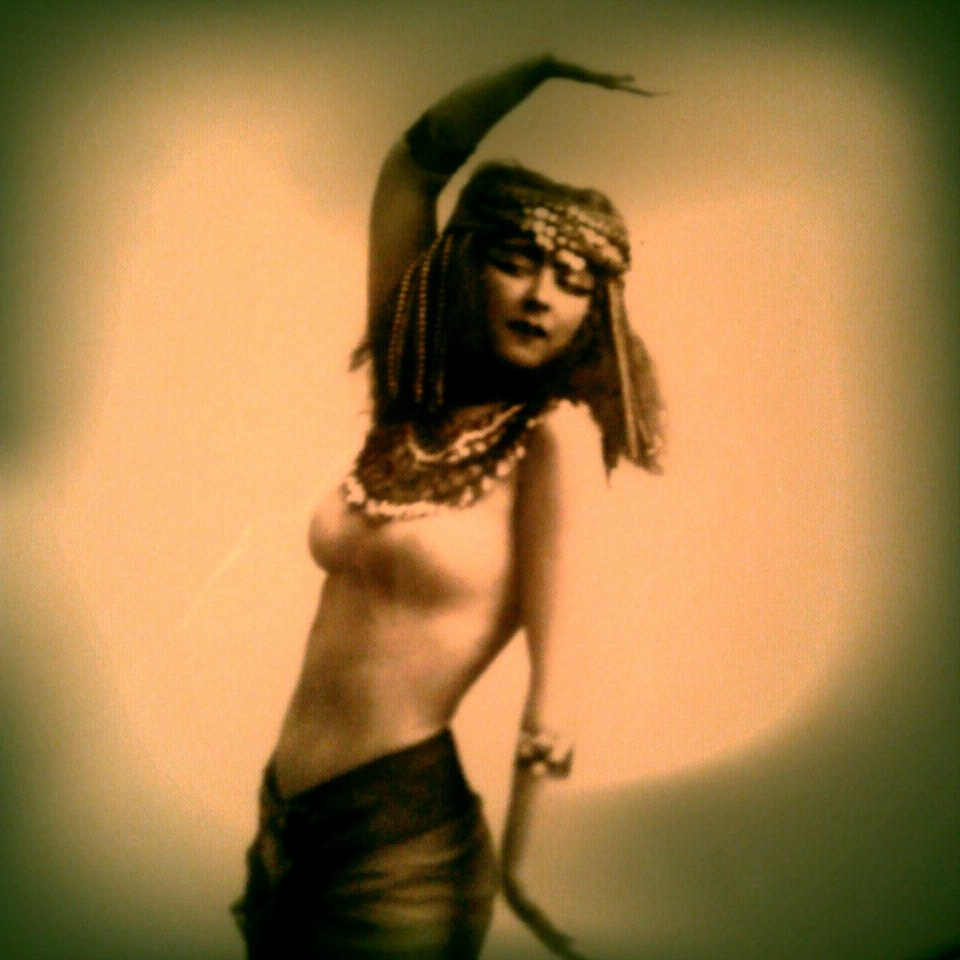
Egypta dans, 1910
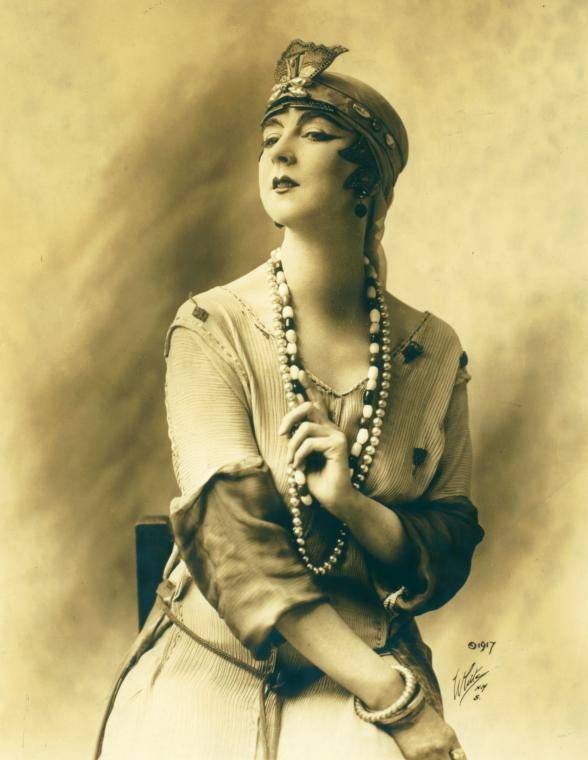
1917